# Před půlnocí (pořad)
Před půlnocí je diskuzní pořad České televize, premiérově vysílaný v letech 2005–2013.

## O pořadu
Pořad byl vysílán každý všední večer od 23.30 na ČT24. V každém díle vedl moderátor většinou s 1–2 hosty diskuzi na jim blízké téma. V pořadu bylo také často možné vidět méně známé osoby, jako například lékaře, výtvarníky či spisovatele. Pořad se vysílal také z regionálních studií České televize, kromě Prahy tedy i z Brna a Ostravy. Od roku 2019 jsou reprízy pořadu vysílány v nočních hodinách na ČT2.